# Starčevica
Starčevica (Starcevița) este un cartier din sudul orașului Banja Luka, Bosnia și Herțegovina. Cartierul Starčevica este situat pe malu drept al râului Vrbas, la aproximativ 3 km de centrul orașului. Primește nume de dealul în sud cartierului.

## Populație
La recensământul din 1991 populația era de 12.738, cu următoarea compoziție etnică:
sârbi: 6.770
croați: 813
musulmani: 2.350
iugoslavi: 2.264
alte naționalități: 541
Acum, Starcevița are aproximativ 30.000 cetațeani.

## Geografie
Starcevița este situat pe malul drept al râului Vrbas, la aproximativ 3 km de centrul orașului. Prin cartierul trece doi paraie: Ularac (Ularaț - de cuvântul sârbesc "ular" - ștreang) și Jularac (Iularaț). Pâna la râul Vrbas este câmpia,  și obiecte care are mai mult este clădire a construit în ultimul 10 ani. În central part cartierului și în sud este situat deaurile. Cel mai mare dealurile este: Starčevica (Starcevița) și Cerik (Țeric - dealul care are stejar cer). Se învecinează cu Obilićevo la vest, Ada la est și Borik la nord. Râul Vrbas este graniță naturală cu cartierul Borik.

## Educație în cartierul
În cartierul este situat una școala, Ș.E. "Branko Radičević" și una se trebuie construiește în o livadă. 

## Religie
Religie care este reprezentat cel mai mult este creștinism (ortodocși cel mai mult). În Starcevița este situat doi biserici: Biserică Rebrovațului (Biserică nașterei Maicii Domnului) și una biserică care este nu finisare, este situat în cimitirul Šljivice (Șliivițe, prunașe) 

### Sărbătore
Sărbătore cartierului este Nașterea Maicii Domnului

## Galerie

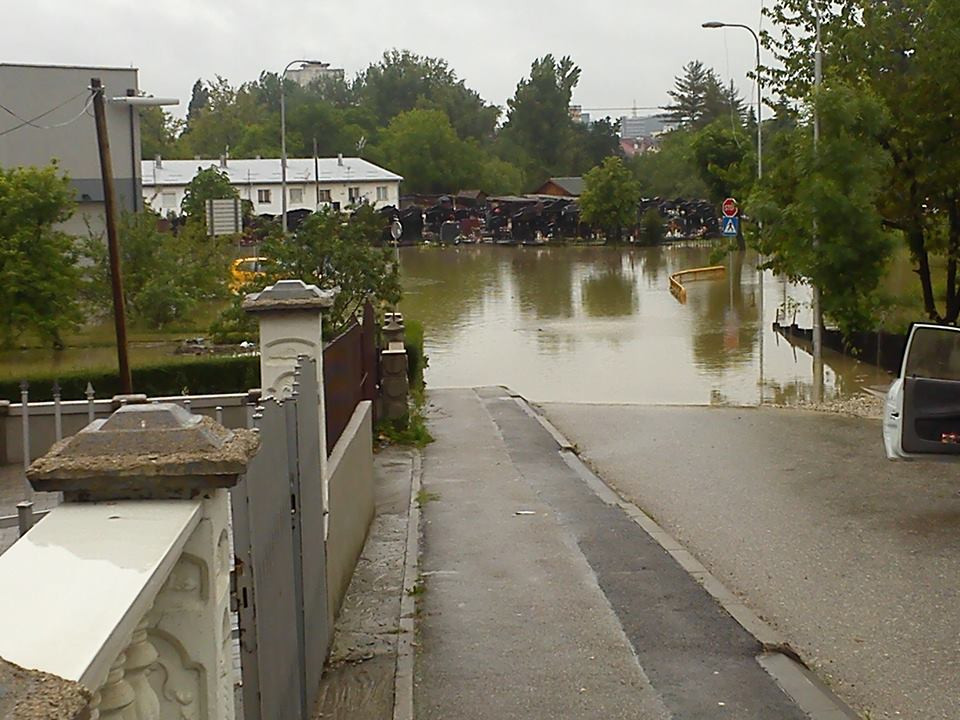
Inundaţie în mai 2014